# Dugasnobitch et les Nouveaux Beatniques
Dugasnobitch et les Nouveaux Beatniques est un groupe musical acadien créé par Jean-Marc Dugas et Jean-Pierre Morin.

## Historique
Inspiré par l'atmosphère de Moncton et par son expérience de chauffeur de taxi, Jean-Marc Dugas raconte les histoires des coins populaires de la ville, comme le café Clémentine, le strip-club Angies et la rue Saint-George sur leur album Taxi Voltaire.
Selon un article de l'Acadie Nouvelle à son sujet, ils s'inspirent du jazz et du rock'n'roll, invitant plusieurs artistes à contribuer aux chansons, tels que Mehdi Belamine, Nina Kosla, Xavier Robichaud, Gabriel Kerouac, Danielle Lee et Serge Gallant.